# Schönau an der Donau
Schönau an der Donau ist eine Ortschaft und eine Katastralgemeinde der Stadtgemeinde Groß-Enzersdorf im Bezirk Gänserndorf in Niederösterreich. Die Ortschaft hat 193 Einwohner (Stand 1. Jänner 2024). Bis Ende 1971 war Schönau an der Donau eine eigenständige Gemeinde.

## Geografie
Das südöstlich von Groß-Enzersdorf befindliche Dorf liegt am linken Ufer der Donau. Der Ort ist nur über Nebenstraßen erreichbar.

## Geschichte
Auf seinen Feldzügen gegen die Ungarn lagerte Kaiser Heinrich III. in den Jahren 1043 und 1051 im Ort, um mit seinem Heer an das südliche Donauufer zu gelangen.
Laut Adressbuch von Österreich waren im Jahr 1938 in der Ortsgemeinde Schönau ein Gastwirt, ein Gemischtwarenhändler, ein Schmied und mehrere Landwirte ansässig.
Mit 1. Jänner 1972 wurden im Rahmen der Niederösterreichischen Kommunalstrukturverbesserung die bis dahin selbständigen Gemeinden Schönau an der Donau, Franzensdorf, Mühlleiten, Probstdorf, Wittau nach Groß-Enzersdorf eingemeindet.